# Andrae Patterson
Andrae Malone Patterson (Riverside, 12 novembre 1975) è un ex cestista e allenatore di pallacanestro statunitense, professionista nella NBA e in Europa.

## Carriera
È stato selezionato dai Minnesota Timberwolves al secondo giro del Draft NBA 1998 (46ª scelta assoluta).

## Palmarès

### Squadra
- Coppa di Croazia: 1

Zadar: 2006

### Individuale
- McDonald's All-American Game (1994)